# In the Middle of This Riddle
In the Middle of This Riddle är ett musikalbum från 2005 av jazzsångerskan Jeanette Lindström. Albumet består nästan helt av eget material.

## Låtlista
All musik är skriven av Jeanette Lindström liksom alla texter utom till spår 10.
1. Always – 5'30
2. From This Tower – 6'18
3. The World – 6'17
4. You Could Rely on Me – 4'50
5. End – 2'14
6. Leaf – 4'44
7. Too – 4'16
8. Going Up – 2'05
9. Here – 4'54
10. When Things Get Real (text: Marshall Glover) – 5'10
11. Be There – 7'00

## Medverkande
- Jeanette Lindström – sång, piano, claviola
- Staffan Svensson – trumpet
- Peter Nylander – gitarr
- Daniel Karlsson – piano, keyboards
- Christian Spering – bas
- Peter Danemo – trummor, slagverk
- Jonas Lindgren – violin (spår 5)
- Örjan Högberg – viola (spår 5)
- Mattias Helldén – cello (spår 5)

## Recensioner
- Svenska Dagbladet 13 maj 2005